# Кліфтон (Мен)
Кліфтон (англ. Clifton) — місто (англ. town) в США, в окрузі Пенобскот штату Мен. Населення — 840 осіб (2020).

## Демографія
Згідно з переписом 2010 року, у місті мешкала 921 особа в 346 домогосподарствах у складі 256 родин. Було 468 помешкань
Расовий склад населення:
| - 95,0 % — білих - 1,5 % — корінних американців - 1,1 % — чорних або афроамериканців - 0,3 % — азіатів |

До двох чи більше рас належало 2,1 %. Частка іспаномовних становила 1,0 % від усіх жителів.
За віковим діапазоном населення розподілялося таким чином: 23,9 % — особи молодші 18 років, 66,1 % — особи у віці 18—64 років, 10,0 % — особи у віці 65 років та старші. Медіана віку мешканця становила 41,1 року. На 100 осіб жіночої статі у місті припадало 109,3 чоловіків;  на 100 жінок у віці від 18 років та старших — 106,2 чоловіків також старших 18 років.
Середній дохід на одне домашнє господарство  становив 55 289 доларів США (медіана — 53 750), а середній дохід на одну сім'ю — 61 370 доларів (медіана — 57 143). Медіана доходів становила 29 861 долар для чоловіків та 34 028 доларів для жінок. За межею бідності перебувало 19,3 % осіб, у тому числі 29,7 % дітей у віці до 18 років та 8,0 % осіб у віці 65 років та старших.
Цивільне працевлаштоване населення становило 375 осіб. Основні галузі зайнятості: освіта, охорона здоров'я та соціальна допомога — 25,6 %, роздрібна торгівля — 15,5 %, науковці, спеціалісти, менеджери — 12,3 %, мистецтво, розваги та відпочинок — 9,9 %.